# Бендзешина
Бендзешина (пол. Będzieszyna) — село в Польщі, у гміні Чхув Бжеського повіту Малопольського воєводства.
Населення — 172 особи (2011).
У 1975—1998 роках село належало до Тарновського воєводства.

## Географія
Селом протікає потік Граничник.

## Демографія
Демографічна структура станом на 31 березня 2011 року:
|          | Загалом | Допрацездатний вік | Працездатний вік | Постпрацездатний вік |
| -------- | ------- | ------------------ | ---------------- | -------------------- |
| Чоловіки | 86      | 20                 | 53               | 13                   |
| Жінки    | 86      | 11                 | 56               | 19                   |
| Разом    | 172     | 31                 | 109              | 32                   |